# Monasterio de Santa Fe (Navarra)
El monasterio de Santa Fe, se sitúa en la localidad de Epároz, en el municipio de Urraúl Alto (Navarra, España), 20 km al norte de Lumbier y a 50 km de Pamplona.
Está declarado Bien de interés cultural por decreto Foral 235/1993, de 26 de julio. Actualmente es un hotel restaurante.

## Historia
Fundado a fines del siglo XII, por los monjes de "Sainte Foi" (Santa Fe) de Conques (Francia) parece que tuvo fuerza en sus orígenes, probablemente influido por el hecho de constituir formar parte de una vía secundaria del "Camino de Santiago".
Pronto las luchas por el control socioeconómico de todo el Pirineo navarro entre los grandes centros de Roncesvalles y Leire, hizo que su influencia se redujera al entorno cercano. Durante algún tiempo servía también como casa del valle, celebrándose allí las reuniones del ayuntamiento.

## Conjunto monumental de Santa Fe
Se compone de un conjunto de edificios religiosos y civiles: la iglesia, de los siglos XIII al XIV, el claustro del XVII, y un hórreo del XV peculiar por su planta cuadrada sobre doce postes. La iglesia del siglo XIII, es de interior sencillo, destacando el gran enrejado que divide el altar de los fieles, de los que quedan pocas muestras porque se fueron quitando con el tiempo. El retablo sencillo, se compone de imágenes ingenuas, de aspecto infantil, relativas a oficios artesanos, lejos del estilo de las posteriores grandes escuelas de Lumbier-Sangüesa o Pamplona.
Su estilo es protogótico o tardo románico de transición, en el hastial, debajo de la torre campanario, hay una puerta de acceso adintelada y flanqueada por dos ventanas de medio punto. En cambio en su lado sur, se encuentra una portada de tres arquivoltas apuntadas que descansan sobre pilastras con imposta biselada y con un guardalluvias decorado con bolas y unas cabezas humanas en el arranque; no tiene tímpano.
La nave es de cuatro tramos más cabecera semicircular, los cuatro tramos se cubren con cubierta de bóveda de cañón apuntado sobre arcos fajones que descansan en pilastras con imposta biselada corrida por toda la nave y ábside semicircular con bóveda de horno. Además de los vanos comentados, existen otros dos, uno en el hastial de medio punto, abocinado con gran derrame y otro axial en el ábside cegado. Al exterior destaca el ábside dividido en tres paños por contrafuertes. Hay capillas añadidas en los laterales en fechas posteriores.
A la iglesia se le sumaron otras dependencias posteriormente. El claustro, del siglo XVII, tiene un interesante suelo en que se dibujan figuras geométricas, inclído un lauburu, realizadas con cantos rodados de río, típico de la zona y que aun pueden se pueden ver en las entradas de algunas casas de los valles de Salazar y Roncal.
El Valle de Urraul realizaba dos procesiones a Santa Fe, una el martes anterior al Corpus y otra el 6 de octubre. La primera es la "Fiesta de las Reliquias", y si algo tiene Santa Fe son reliquias. Ropa, una astilla de la cruz, y pan de la última cena de Jesús; cabellos y un diente de la Virgen; sin contar con huesos y ropas de numerosos santos como San Cristóbal, Santa Magdalena, Santa Radigunda, el dedo de San Esteban o la garganta de San Blas.[cita requerida]
Era costumbre de toda la zona traer a esta iglesia a bendecir a los niños que lloran mucho o que comen tierra. Actualmente, debido a la actual conversión en hotel esas tradiciones se han perdido.

## El hórreo

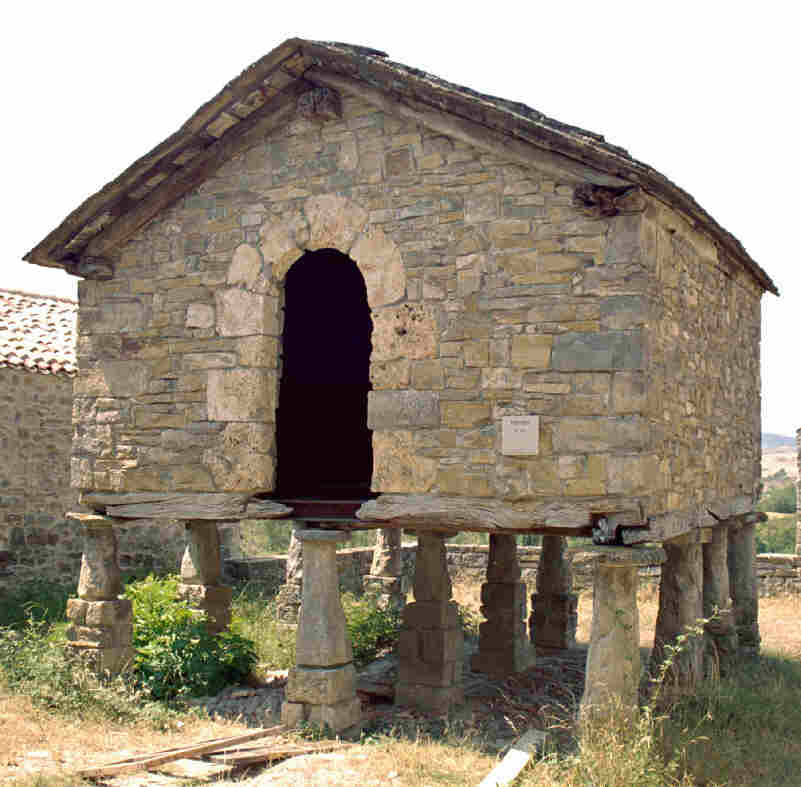
Hórreo en el Monasterio de Santa Fe.

Son 22 los hórreos existentes en la actualidad en Navarra. Aparte de los quince hórreos del valle de Aezcoa, y otros sitos en los valles de Salazar, Arce, Lónguida o Iracheta, en el valle de Urraul quedan dos hórreos, pequeños almacenes sobre columnas, uno en Zabalza y otro junto al atrio de Santa Fe.
En esta localidad, situado en un patio en la entrada sur, queda un hórreo primicial o comunitario, que servía a este monasterio para guardar las "pechas" o impuestos religiosos que en tiempos eran obligatorios y que principalmente se componían de trigo, cebada, habas que se guardaban en cajones fuera del alcance de la humedad y los roedores. Con puerta de medio punto en piedra, su estructura se apoya en doce pies en forma de seta y no en ocho como es lo habitual y fue restaurado en 1980-81 y 1993.

## Hospedería
El Gobierno de Navarra, presidido por UPN, en colaboración con el Ayuntamiento de Urraúl Alto procedió a rehabilitación del conjunto monumental con un coste cercano a los 800.000 euros; finalizadas las obras el conjunto monumental en el año 2007 se otorgó una concesión a una empresa privada para su explotación como establecimiento de hostelería por un canon de 6.000 euros anuales, generándose cierta controversia. En octubre de 2008 la concesionaria rescindió unilateralmente el contrato adjudicándose su gestión nuevamente en diciembre de ese año, entre tres ofertas, a dos jóvenes navarros.

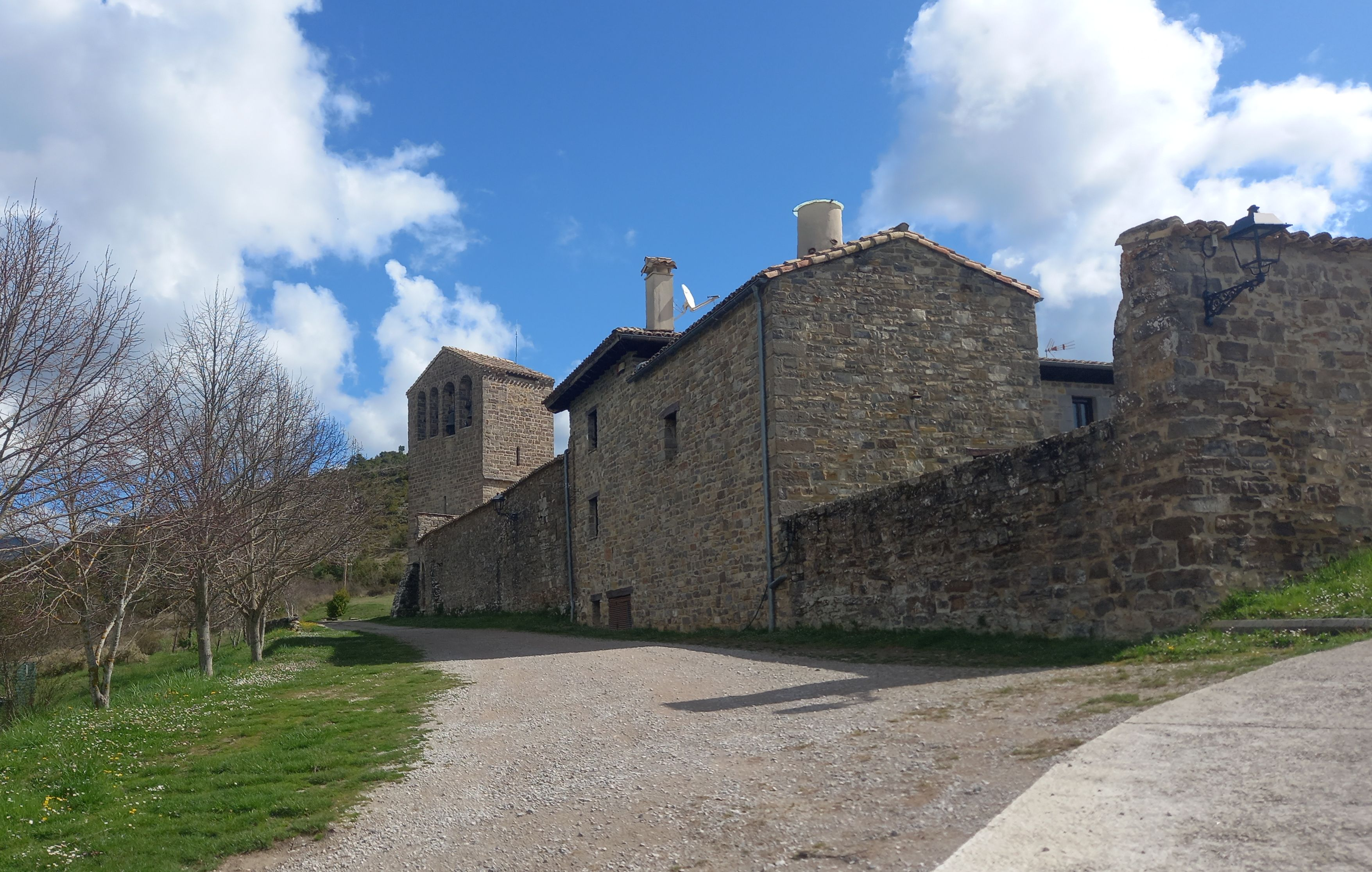
Vista del conjunto monasterial desde el oeste
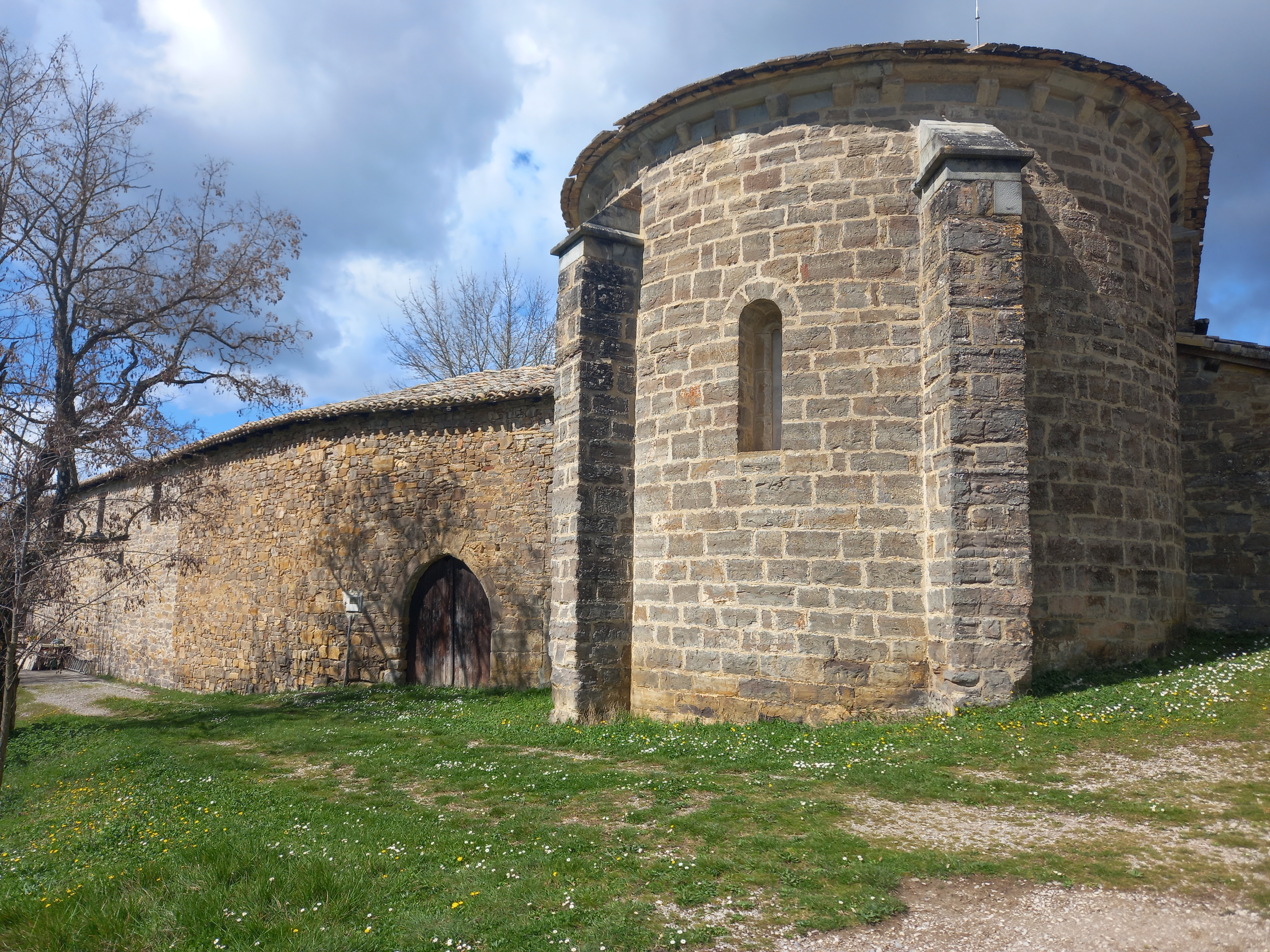
Iglesia del monasterio
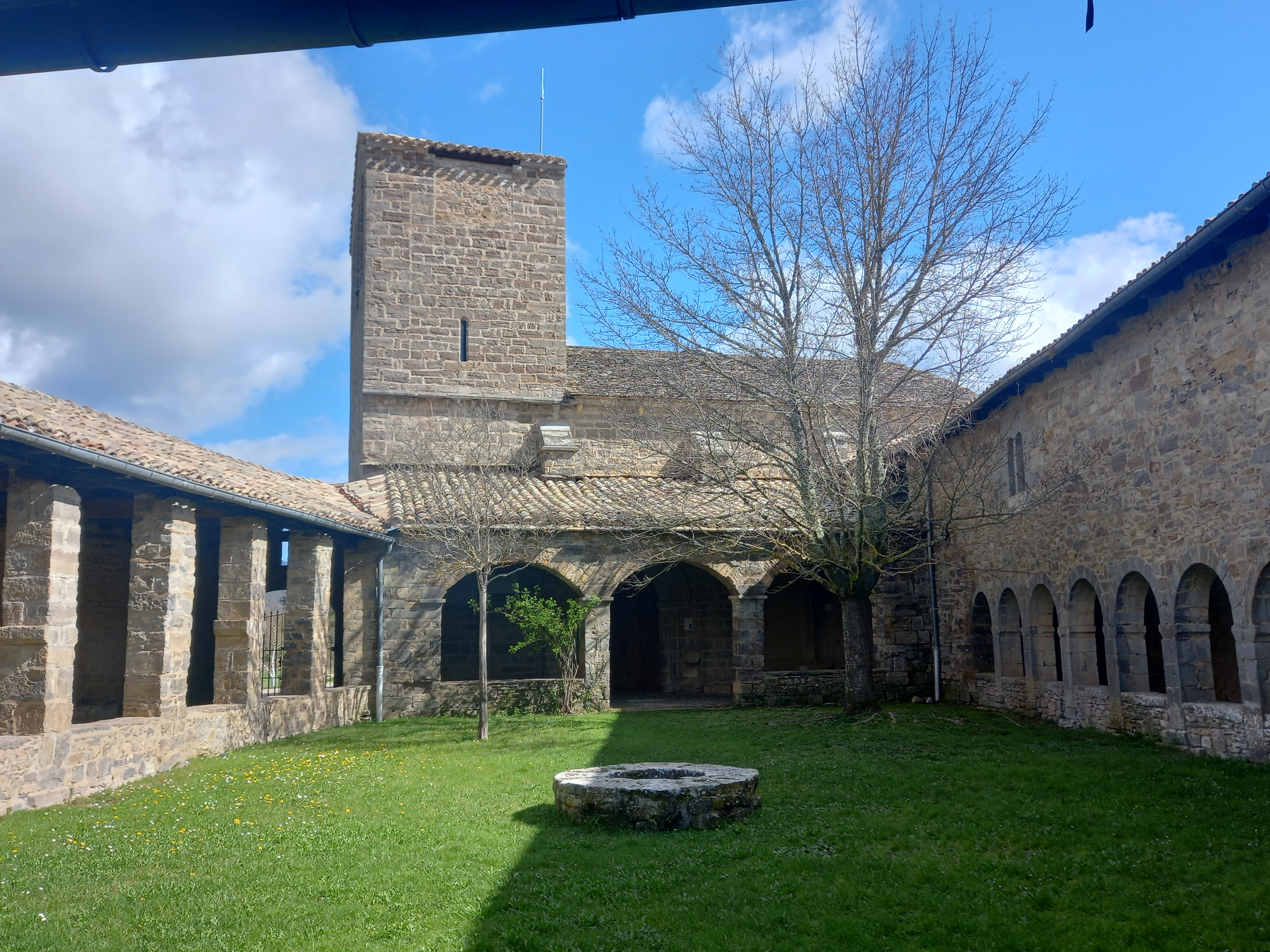
Arcada del cláustro en el lado de la iglesi
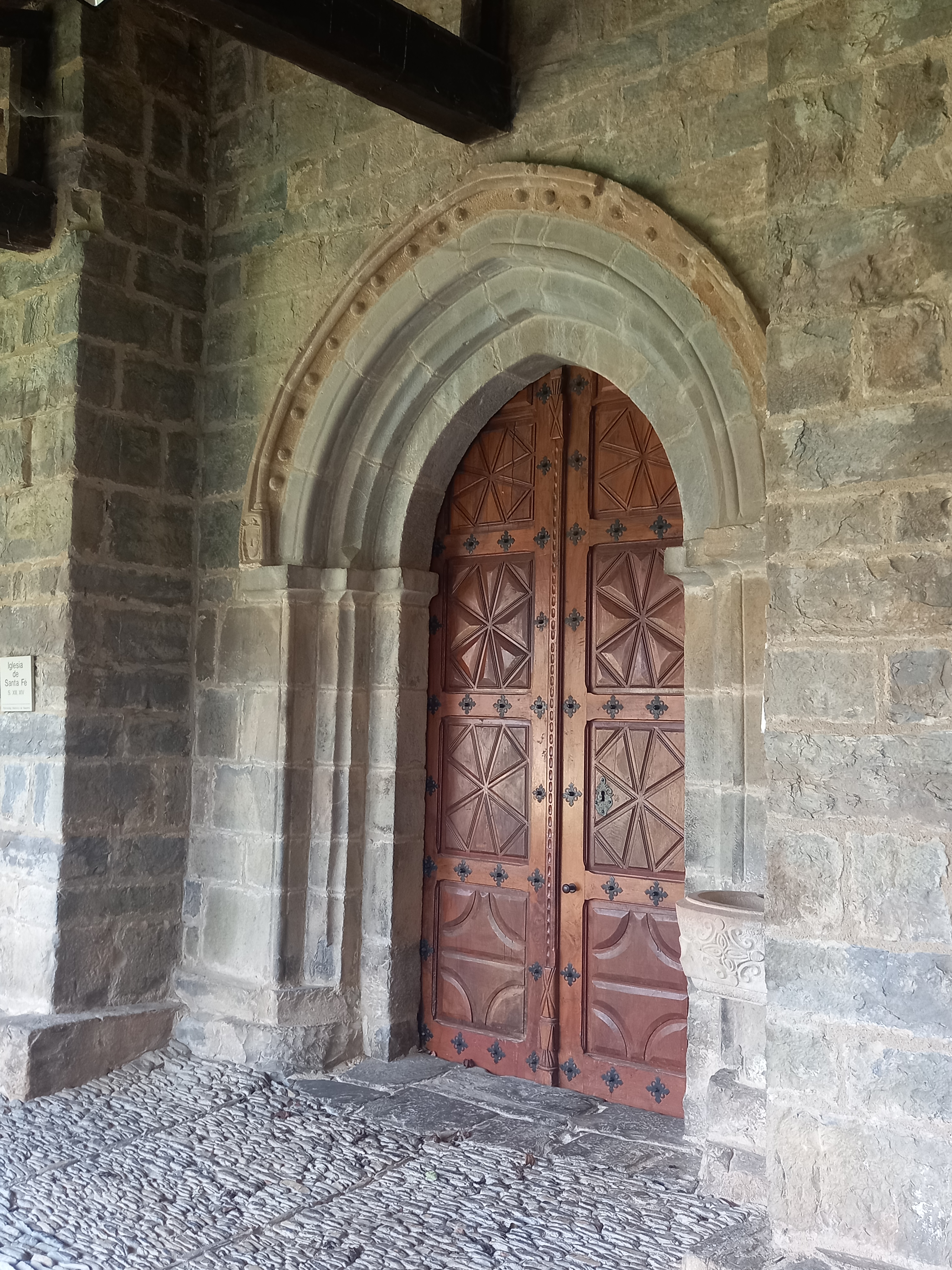
Portada de la iglesia en el cláustro
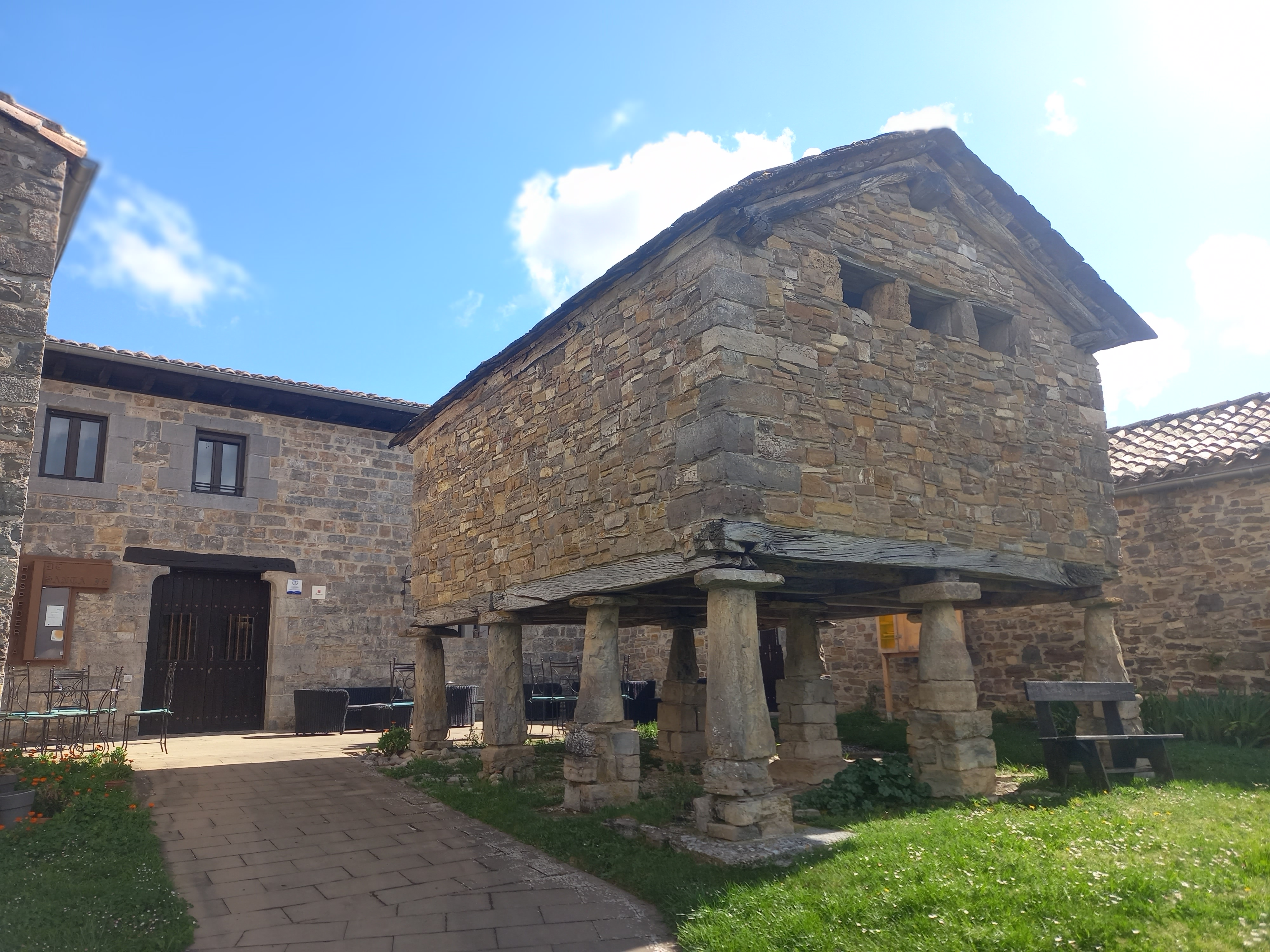
Hórreo en el patio de entrada al monasterio
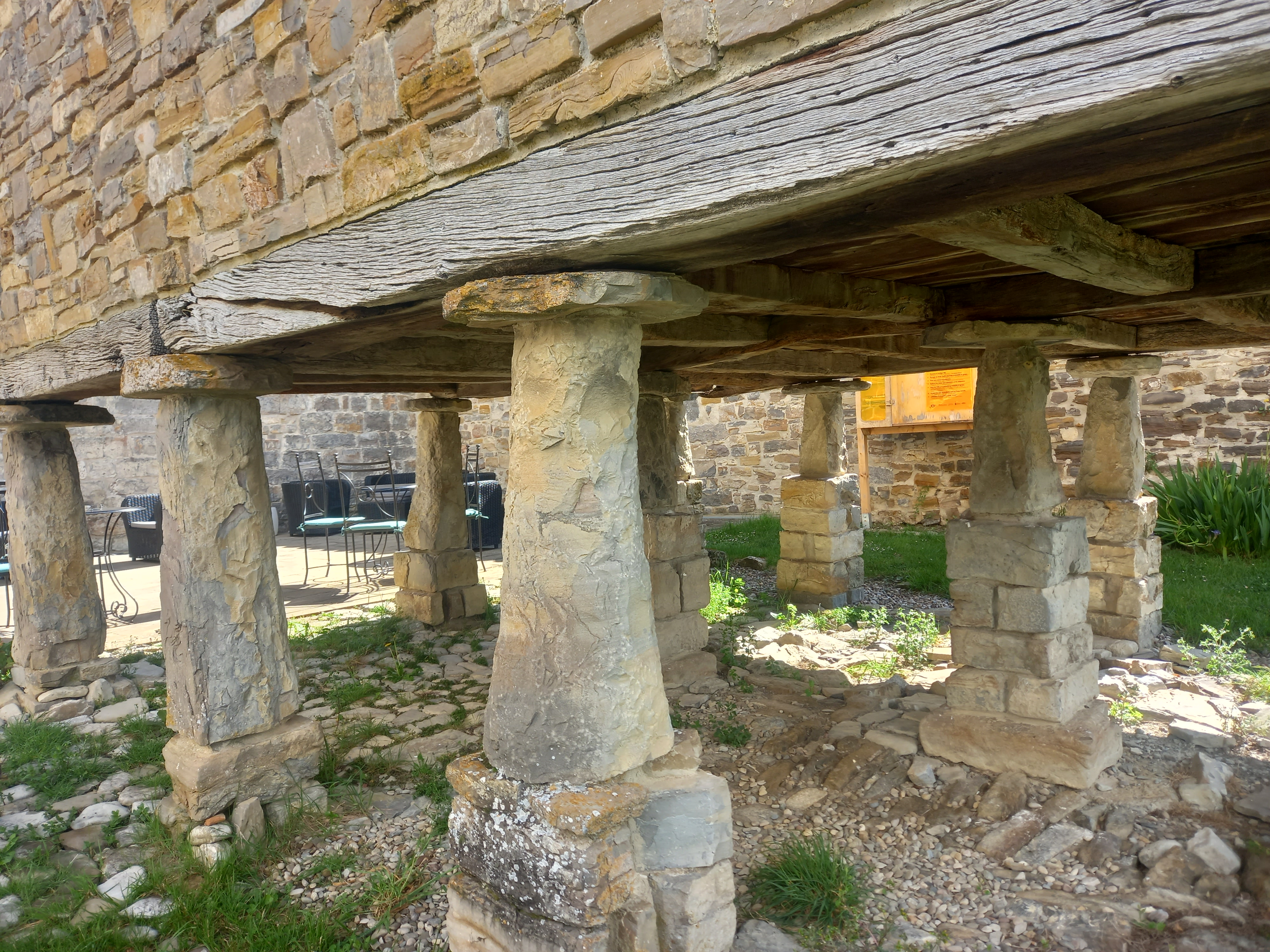
Detalle del apoyo del hórreo sobre los pies